# Agdistis bellissima
Agdistis bellissima là một loài bướm đêm thuộc họ Pterophoridae. Nó được tìm thấy ở Ai Cập, Ả Rập Xê Út, Yemen, Jordan, Maroc và Tunisia.